# گالد (آرکانزاس)
گالد (آرکانزاس) (به انگلیسی: Gould, Arkansas) یک شهر در ایالات متحده آمریکا با جمعیت ۱٬۳۰۵ نفر است که در آرکانزاس واقع شده‌است.

## موقعیت جغرافیایی
موقعیت جغرافیایی شهرها و مناطق اطراف به شرح زیر است: